# Schleiden (Euskirchen)
Schleiden is een stad en gemeente in de Duitse deelstaat Noordrijn-Westfalen, gelegen in Kreis Euskirchen. De stad telt 13.191 inwoners (31 december 2020) op een oppervlakte van 121,67 km². Naburige steden zijn onder andere Bad Münstereifel, Euskirchen en Mechernich.

## Geschiedenis
Zie rijksgraafschap Schleiden.
In de Franse tijd was Schleiden een kantonhoofdplaats in het departement Ourthe. Na Waterloo werd het met het hele oostelijke deel van het departement (kantons Eupen, Malmedy, Sankt Vith, Kronenburg en Schleiden) aan Pruisen toegewezen.

## Indeling
Tot Schleiden behoren naast de kernstad zelf 17 andere kernen (Ortsteile), zie onderstaande tabel:
Aantal inwoners (excl. mensen met alleen een tweede woning, stand september 2020):
| Ortsteil      | Aantal inw. |
| ------------- | ----------- |
| Berescheid    | 188         |
| Broich        | 362         |
| Bronsfeld     | 568         |
| Dreiborn      | 971         |
| Ettelscheid   | 261         |
| Gemünd        | 3.787       |
| Harperscheid  | 420         |
| Herhahn       | 456         |
| Kerperscheid  | 74          |
| Morsbach      | 552         |
| Nierfeld      | 449         |
| Oberhausen    | 828         |
| Olef          | 1.094       |
| Scheuren      | 364         |
| Schleiden     | 2.248       |
| Schöneseiffen | 419         |
| Wintzen       | 75          |
| Wolfgarten    | 199         |
| Totaal:       | 13.312      |

## Bezienswaardigheden
- slot en slotkerk: Schloss Schleiden huisvest sedert 2015 een restaurant en een woonzorgcentrum voor ouderen.
- stuwdam en stuwmeer op de Urft

## Geboren in Schleiden
- Johannes Sleidanus (1506-1556), historicus, humanist en diplomaat

## Afbeeldingen

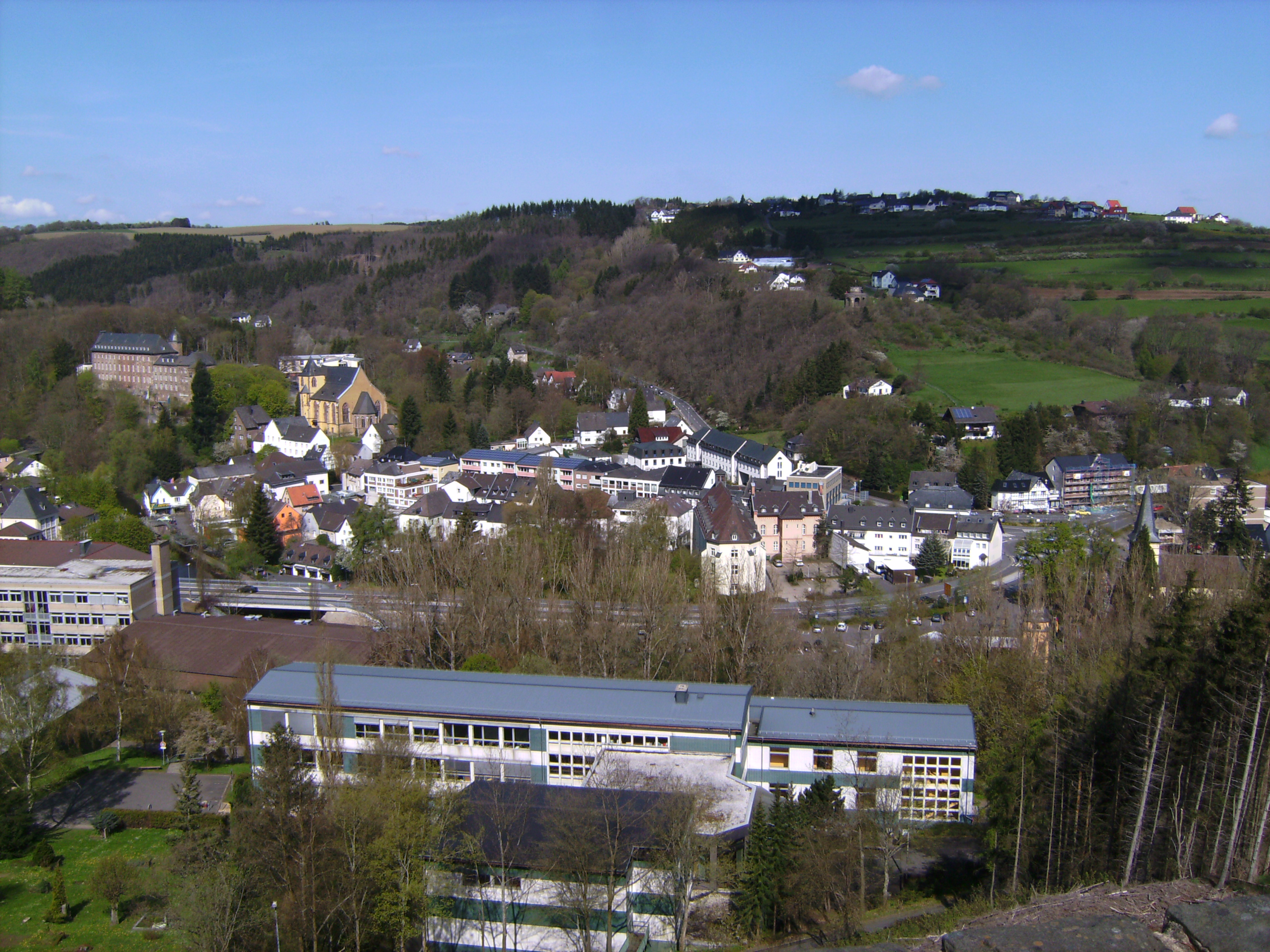
Gezicht op Schleiden
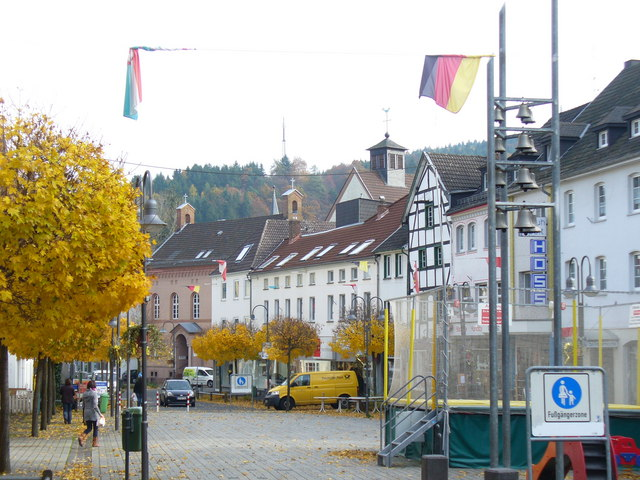
Am Markt
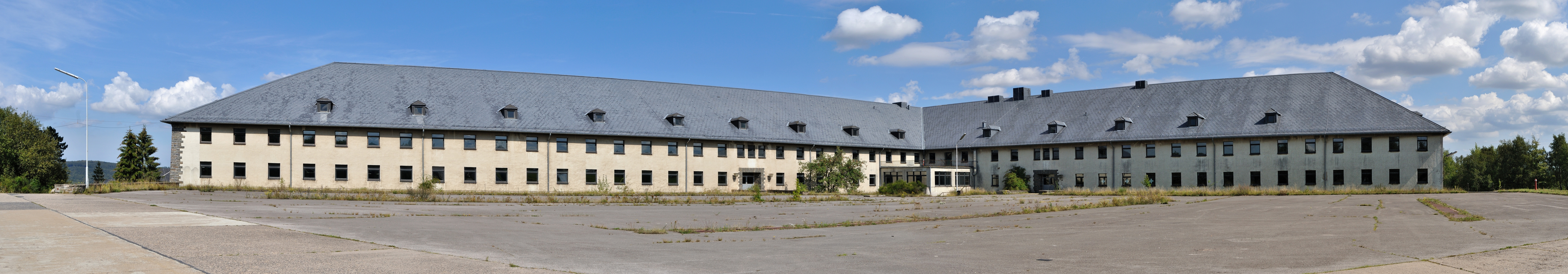
Ordensburg Vogelsang
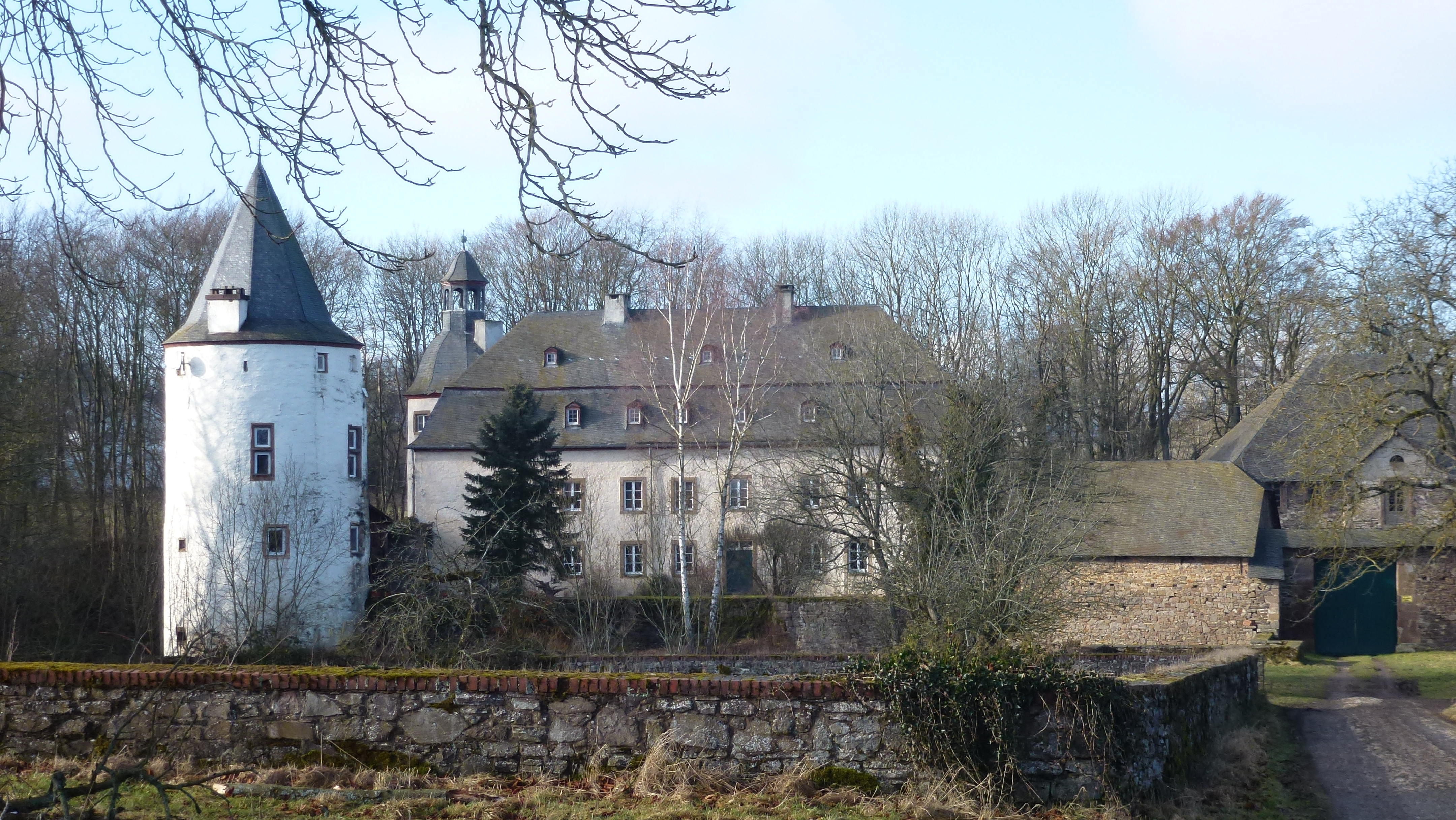
Schloss Dreiborn
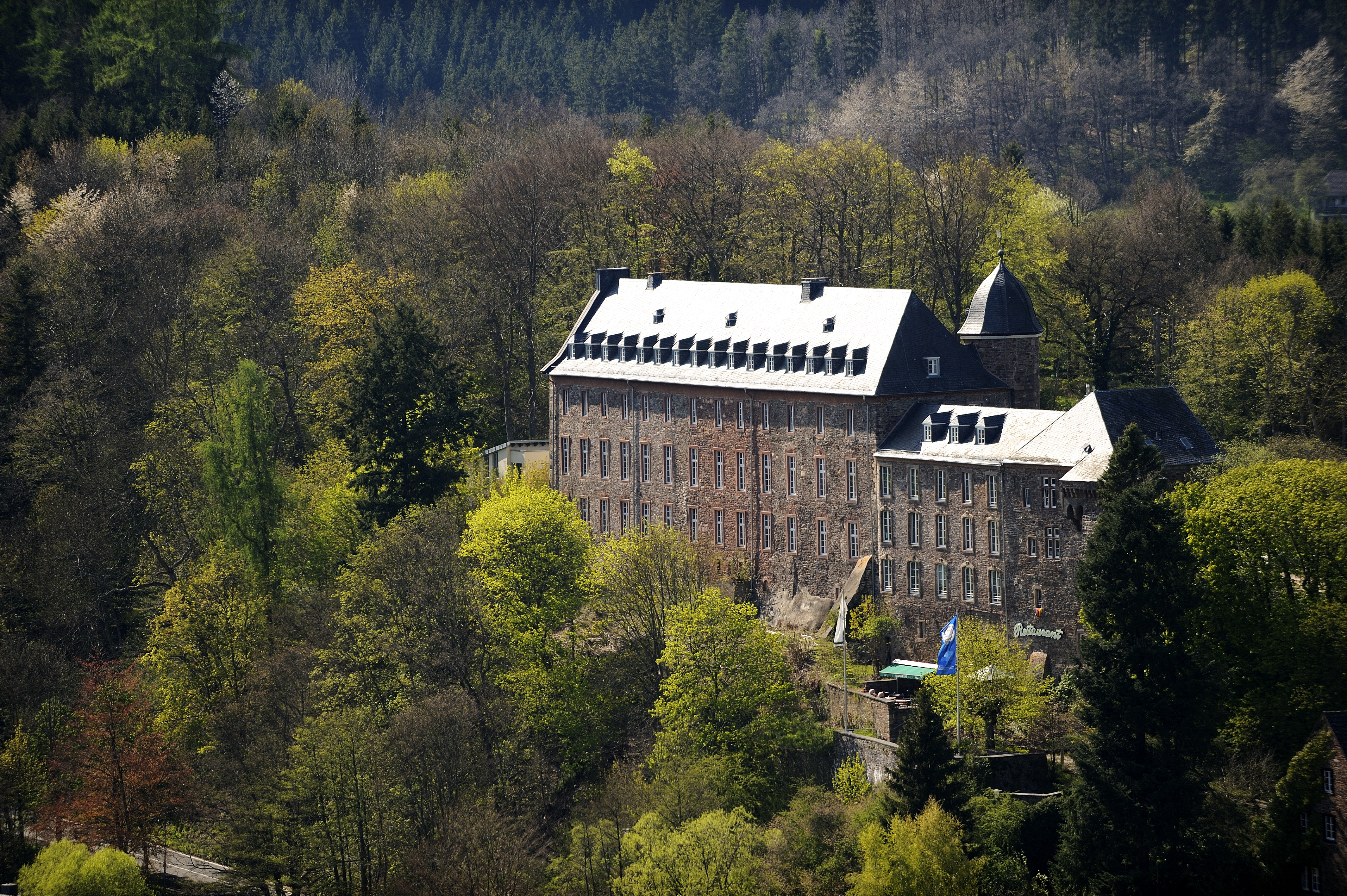
Schloss Schleiden (1)
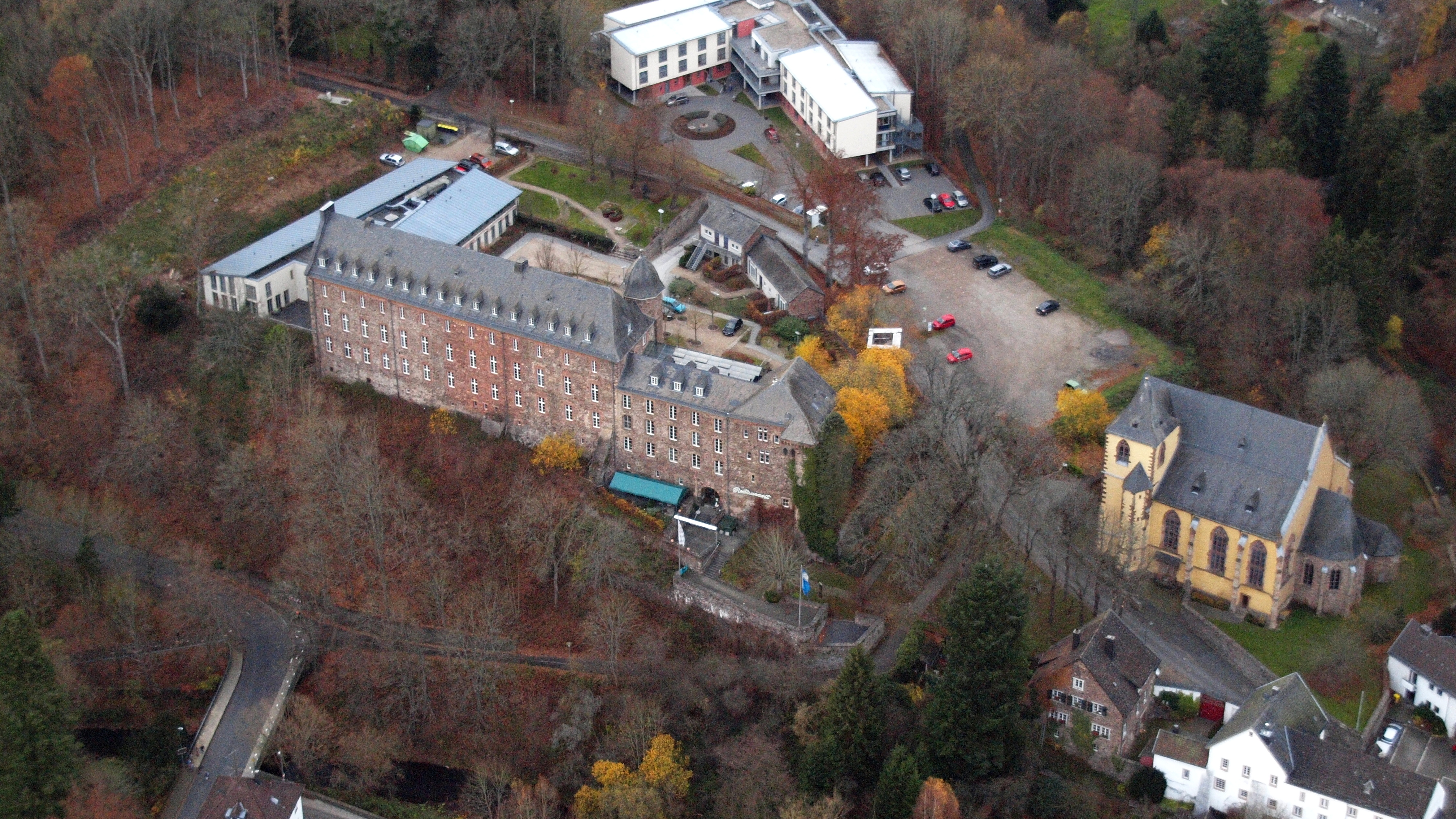
Schloss Schleiden (2)

## Niet te verwarren met
Dit Schleiden ligt ten oosten van Monschau  en Hellenthal in de Eifel.
Het moet niet worden verward met Schleiden (Aldenhoven) dat, hemelsbreed ruim 50 kilometer verder noordelijk, ten noordwesten van Aken ligt, nabij afrit 5  van de A 44 richting Jülich. Dat dorp ligt dicht bij de bruinkoolgroeve Dagbouw Inden.
Bad Münstereifel · Blankenheim · Dahlem · Euskirchen · Hellenthal · Kall · Mechernich · Nettersheim · Schleiden · Weilerswist · Zülpich